# Taimuraz Màmsurov
Taimuraz Dzambèkovitx Màmsurov (en osset Таймураз Мамсыраты, en rus Таймураз Дзамбекович Мамсуров]) és l'actual president de la república caucàsica d'Ossètia del Nord, a la Federació Russa. Nascut a Beslan el 13 d'abril de 1954, i format en Enginyeria civil, la seva carrera política va començar a destacar en accedir l'any 2000 a la presidència del Parlament osset. Dos anys més tard es va convertir en el secretari general del partit Russia Unida a la regió, que en el conjunt de la Federació Russa sosté el president Vladímir Putin. L'any 2005 va succeir el dimissionari Aleksandr Dzasókhov a la presidència d'Ossètia del Nord - Alània.